# Jan Langer
Jan Langer (ur. 1930 we Lwowie, zm. 1997 we Wrocławiu) – polski inżynier budownictwa
W 1946 przybył do Wrocławia. Tu w 1947 ukończył szkołę średnią i rozpoczął studia na Wydziale Budownictwa Politechniki Wrocławskiej. Studia te ukończył w 1952 i rozpoczął trwającą do 1962 r. pracę zawodową w pracowni mostów Biura Projektów Transportu Drogowego i Lotniczego we Wrocławiu. W roku 1954 rozpoczął karierę akademicką w Katedrze Mechaniki Budowli w Politechnice Wrocławskiej. W 1962 uzyskał stopień doktora 
nauk technicznych, a w 1966 habilitował się i został powołany na stanowisko docenta. Od 1972 profesor na Wydziale Budownictwa Lądowego (od 1990 r. Wydziale Budownictwa Lądowego i Wodnego) Politechniki Wrocławskiej, a w 1980 otrzymał tytuł profesora zwyczajnego. Został też odznaczony Krzyżami Kawalerskim i Oficerskim Orderu Odrodzenia Polski.